# Катастрофа на День незалежності
Катастрофа на День незалежності (Independence Daysaster) — канадський науково-фантастичний бойовик 2013 року, знятий режисером В. Д. Гоганом. Прем'єра фільму відбулася 27 червня 2013 року на «Syfy»; випущено на DVD 27 травня 2014 року. Це є мокбастер фільму 1996 року «День незалежності».

## Про фільм
Коли Земля зазнає нападу ворожої інопланетної сили, пожежний з маленького містечка та злодійкуватий учений об'єднуються, щоб активувати єдину технологію, здатну перемогти загарбників.

## Знімались
| Актор             | Роль            |
| ----------------- | --------------- |
| Раян Мерріман     | Пете Гарсетт    |
| Андреа Брукс      | Еліза           |
| Емілі Голмс       | Целія Лейман    |
| Гарвін Сенфорд    | Денніс Брабекер |
| Майкл Копса       | генерал Моор    |
| Джилл Тед         | Спірс           |
| Том Еверетт Скотт | Сем Гарсетт     |